# Rolls-Royce AE 2100

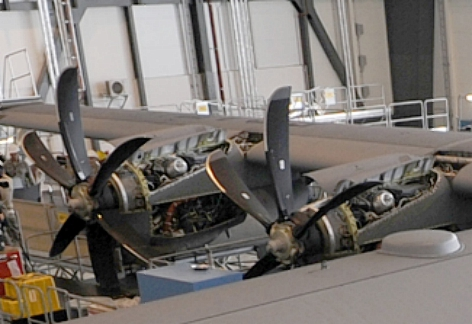
Les moteurs AE 2100D3 d'un C-130J de lUS Air Force, prêts pour une inspection, à la base aérienne de Ramstein, en Allemagne.

Le Rolls-Royce AE 2100 est un turbopropulseur de moyenne puissance américain. Conçu par l'Allison Engine Company, il est toutefois référencé Rolls-Royce, car Allison appartient désormais à sa filiale américaine, Rolls-Royce North America (en).

## Généralités
L'AE 2100, comme le turboréacteur à double flux AE 3007, dérive du Rolls-Royce T406 (le moteur du V-22 Osprey) et partage le même cœur. Le moteur est ainsi doté d'une architecture double corps, avec un compresseur axial à 14 étages, une chambre de combustion annulaire et une turbine de régénération à 2 étages, suivie d'une turbine de puissance libre également à 2 étages, qui entraîne l'hélice via un réducteur mécanique à planétaires à deux étages. Il a été le premier à avoir été doté d'un système de contrôle à double FADEC, contrôlant à la fois le moteur et son hélice.
Il existe deux versions du moteur : l'AE 2100A, version civile, et l'AE 2100D3, utilisée sur les appareils militaires. Sur l'avion de transport régional à 50-70 sièges Saab 2000 et le Lockheed Martin C-130J Super Hercules, il est relié à une hélice Dowty à 6 pales. Chaque moteur développe une puissance allant de 4 152 à 6 100 shp.

## Applications
- AE 2100A : Saab 2000[2] et Indonesian Aerospace N-250 (en) (prototype seulement)
- AE 2100D2A : Alenia C-27J Spartan[2]
- AE 2100J : ShinMaywa US-2
- AE 2100D3 : Lockheed Martin C-130J Super Hercules[2] et Lockheed P-3 Orion (banc d'essais)